# Come and Get It (Badfinger)
"Come and Get It" is een nummer van de Welshe band Badfinger. Het nummer verscheen op het album Magic Christian Music uit 1970. Op 5 december 1969 werd het nummer uitgebracht als de enige single van het album.

## Achtergrond
"Come and Get It" is geschreven en geproduceerd door Paul McCartney. McCartney schreef het nummer voor de film The Magic Christian. Zelf nam hij op 24 juli 1969 een demoversie van het nummer op toen hij te vroeg was voor een opnamesessie van zijn band The Beatles. Hij speelde alle instrumenten zelf en zong ook zelf het nummer in. In totaal duurde het minder dan een uur voordat de demo klaar was. Alhoewel McCartney het enige lid van The Beatles is die op de opname te horen is, werd het in 1996 wel uitgebracht als een Beatles-nummer op het compilatiealbum Anthology 3. Ook in 2019 stond het als Beatles-nummer op de heruitgave ter gelegenheid van de vijftigste verjaardag van het album Abbey Road.
Op 2 augustus 1969 produceerde McCartney in de EMI Recording Studios de uiteindelijke versie van "Come and Get It" voor de band Badfinger, die destijds nog als The Iveys bekend stonden. De band stond onder contract bij Apple Records, het platenlabel van The Beatles, en McCartney had een contract met de producenten van The Magic Christian om drie nummers voor de film te schrijven die zouden worden opgenomen door Badfinger. McCartney zei tegen de band dat hun versie precies zo moest klinken als de demoversie. Hij vroeg aan alle bandleden om het nummer in te zingen, voordat hij uiteindelijk koos voor de versie waarop Tom Evans als zanger te horen is. De enige verschillen tussen de demoversie en de uiteindelijke versie zijn een lager tempo en een iets lagere toonsoort, en het gebruik van harmonieën op de versie van Badfinger.
Op 5 december 1969 werd "Come and Get It" uitgebracht als single. Het werd een grote hit voor de band en bereikte onder meer de vierde plaats in de Britse UK Singles Chart en de zevende plaats in de Amerikaanse Billboard Hot 100. Daarnaast werd het een nummer 1-hit in Nieuw-Zeeland en stond de single ook in onder meer Canada en Ierland in de top 10. In Nederland werd plaats 21 bereikt in zowel de Top 40 als de Hilversum 3 Top 30. Het nummer werd gebruikt als opening van The Magic Christian en werd tijdens de credits herhaald. In 1978 nam de band een nieuwe versie van het nummer op en stuurde een demoversie naar Elektra Records, waardoor zij het album Airwaves op konden nemen. In 1992 werd het nummer gecoverd door The Paranoiacs.

## Hitnoteringen

### Nederlandse Top 40
| Hitnotering: 14-02-1970 t/m 14-03-1970 | Hitnotering: 14-02-1970 t/m 14-03-1970 | Hitnotering: 14-02-1970 t/m 14-03-1970 | Hitnotering: 14-02-1970 t/m 14-03-1970 | Hitnotering: 14-02-1970 t/m 14-03-1970 | Hitnotering: 14-02-1970 t/m 14-03-1970 | Hitnotering: 14-02-1970 t/m 14-03-1970 |
| Week                                   | 1                                      | 2                                      | 3                                      | 4                                      | 5                                      |                                        |
| -------------------------------------- | -------------------------------------- | -------------------------------------- | -------------------------------------- | -------------------------------------- | -------------------------------------- | -------------------------------------- |
| Nummer                                 | 38                                     | 22                                     | 21                                     | 26                                     | 36                                     | uit                                    |

### Hilversum 3 Top 30
| Hitnotering: 21-02-1970 t/m 07-03-1970 | Hitnotering: 21-02-1970 t/m 07-03-1970 | Hitnotering: 21-02-1970 t/m 07-03-1970 | Hitnotering: 21-02-1970 t/m 07-03-1970 | Hitnotering: 21-02-1970 t/m 07-03-1970 |
| Week                                   | 1                                      | 2                                      | 3                                      |                                        |
| -------------------------------------- | -------------------------------------- | -------------------------------------- | -------------------------------------- | -------------------------------------- |
| Nummer                                 | 22                                     | 21                                     | 23                                     | uit                                    |